# Middleton-on-Sea
Middleton-on-Sea – wieś w Anglii, w hrabstwie West Sussex, w dystrykcie Arun. Leży 13 km na południowy wschód od miasta Chichester i 87 km na południowy zachód od Londynu. W 2001 miejscowość liczyła 5105 mieszkańców.